# 1,8-二氯辛烷
1,8-二氯辛烷是一种氯代烃，化学式C8H16Cl2。它是无色液体，几乎不溶于水。1,8-二氯辛烷可通过1,4-二氯丁烷在二甲基甲酰胺中的电化学还原得到，是食品、制药、生物医学、电气工程和电子领域的化学品的中间体。